# Cerkiew św. Jerzego w Zbereżu
Cerkiew św. Jerzego – prawosławna cerkiew w Zbereżu, wzniesiona w 1908 i zniszczona w 1938 w czasie akcji burzenia cerkwi na Chełmszczyźnie.
Pierwsze wzmianki o cerkwi w Zbereżu (unickiej) pochodzą z 1646. W 1700 wzniesiono we wsi drewnianą cerkiew będąc filialną świątynią parafii w Stulnie, zaś od 1749 – cerkwią parafialną. Po likwidacji unickiej diecezji chełmskiej parafia w Zbereżu przeszła do Rosyjskiego Kościoła Prawosławnego. W 1892 z budynku cerkwi usunięto ołtarze boczne i organy, dostosowując jej wnętrze do rosyjskiej tradycji liturgicznej. W 1894 obiekt wizytował biskup pomocniczy eparchii chełmsko-warszawskiej, biskup lubelski Gedeon; w roku tym parafia liczyła 1897 wiernych. W 1908 w Zbereżu wzniesiono nową cerkiew. Autorem jej projektu był Władimir Pokrowski, ikony napisał w Kijowie J. Wołodyna, ikonostas powstał w pracowni Siemionowa w Brześciu, zaś pracami budowlanymi kierował Leonid Dąbrowski z Kowla. Gotowy budynek poświęcił biskup chełmski Eulogiusz.
W 1915 ludność prawosławna Zbereża udała się na bieżeństwo; cerkiew pozostała opuszczona. Przed 1923 obiekt został na nowo otwarty na potrzeby kultu jako filia cerkwi w Kosyniu, ale przed 1927 Polski Autokefaliczny Kościół Prawosławny stracił zgodę na korzystanie z niego i musiał zlikwidować placówkę filialną. Nieużytkowana cerkiew została zburzona w 1938, w czasie akcji burzenia świątyń prawosławnych wpisującej się w szerszą politykę rewindykacji cerkwi. Ikony proroków Mojżesza, Izajasza i Daniela z ikonostasu świątyni przetrwały w kaplicy rzymskokatolickiej w Zbereżu. Inne elementy wyposażenia cerkwi (niektóre ikony) znalazły się w 1957 w cerkwi w Uhrusku.